# Launay-Villiers
Launay-Villiers är en kommun i departementet Mayenne i regionen Pays de la Loire i nordvästra Frankrike. Kommunen ligger i kantonen Loiron som tillhör arrondissementet Laval. År 2022 hade Launay-Villiers 358 invånare.

## Befolkningsutveckling
Antalet invånare i kommunen Launay-Villiers
| Referens: INSEE |